# Vernazza
Vernazza (IPA: [verˈnatːsa], Vernassa in ligure, Vernasa nella variante locale) è un comune italiano di 687 abitanti della provincia della Spezia in Liguria.

## Geografia fisica

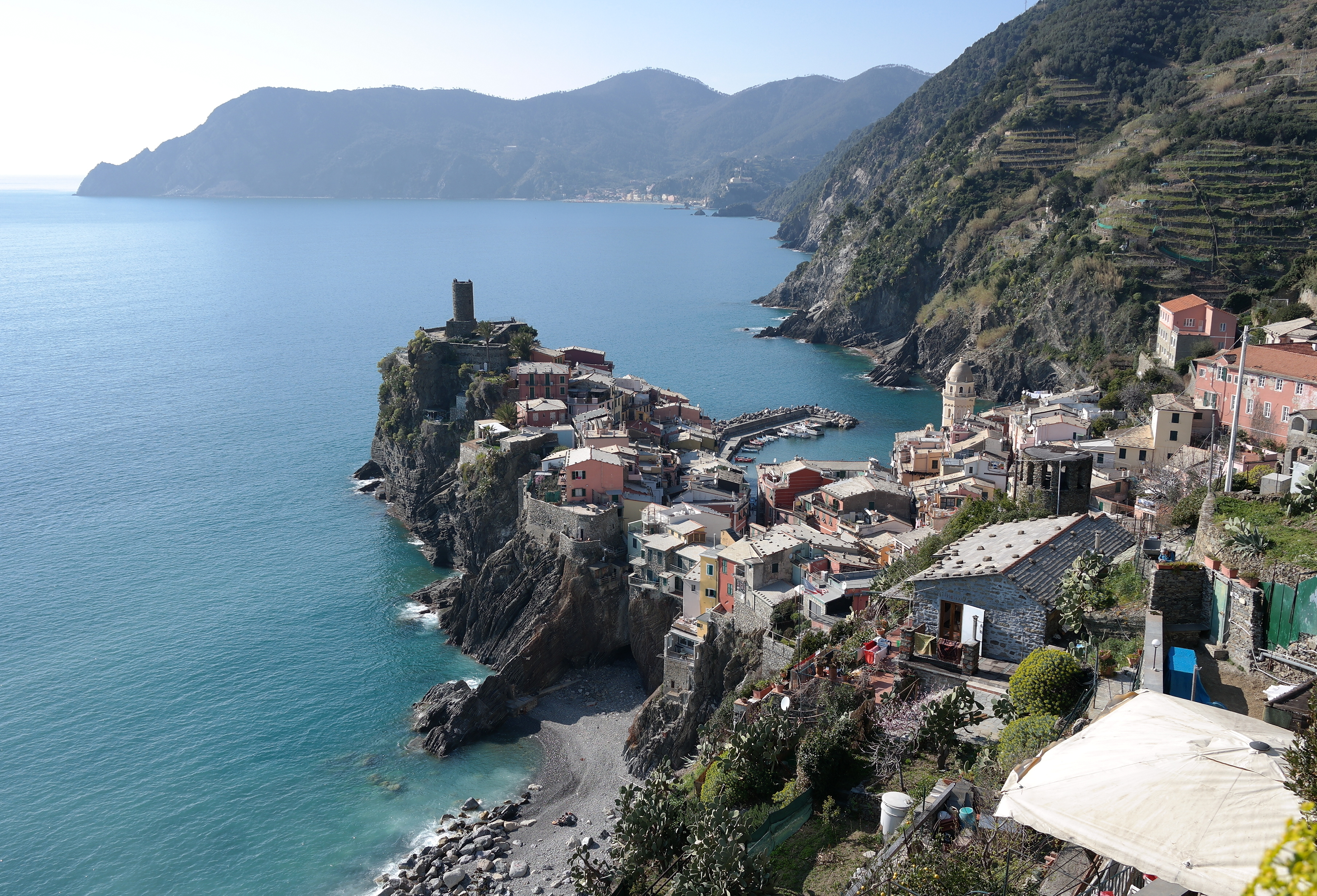
In alto a destra s'intravedono i terrazzamenti coltivati

Giungendo da occidente, Vernazza è il secondo dei paesi che costituiscono le Cinque Terre, in una baia tra i comuni di Monterosso al Mare e Riomaggiore. Comprende anche il successivo borgo di Corniglia, una sua frazione.
Anche il suo territorio è caratterizzato dai tipici terrazzamenti per la coltivazione della vite, uno stile morfologico che, secondo una stima, è sviluppato per oltre 7.000 km di muretti a secco.
Il territorio fa parte del parco nazionale delle Cinque Terre e del sito UNESCO Portovenere, Cinque Terre e Isole (Palmaria, Tino e Tinetto).
Tra i vari sentieri escursionistici che fungono da collegamento tra le località delle Cinque Terre, il sentiero boschivo (segnato con il numero 507 dal CAI) attraversa la frazione di Casella - nel comune di Riccò del Golfo di Spezia - e la Sella della Cigoletta e collega la costa con la media e bassa val di Vara.
Il borgo, cresciuto lungo il torrente Vernazzola (oggi coperto) che ne costituisce l'arteria centrale, presenta un tessuto urbano eccezionalmente integro, articolato in una serie di vicoli e ripide scalinate. Sopra l'abitato di Vernazza, a una quota di 325 metri sul livello del mare, si trova il santuario di Nostra Signora di Reggio.

## Origini del nome
L'origine del toponimo deriverebbe dall'aggettivo latino verna, traducibile come "indigeno" o "del luogo".

## Storia

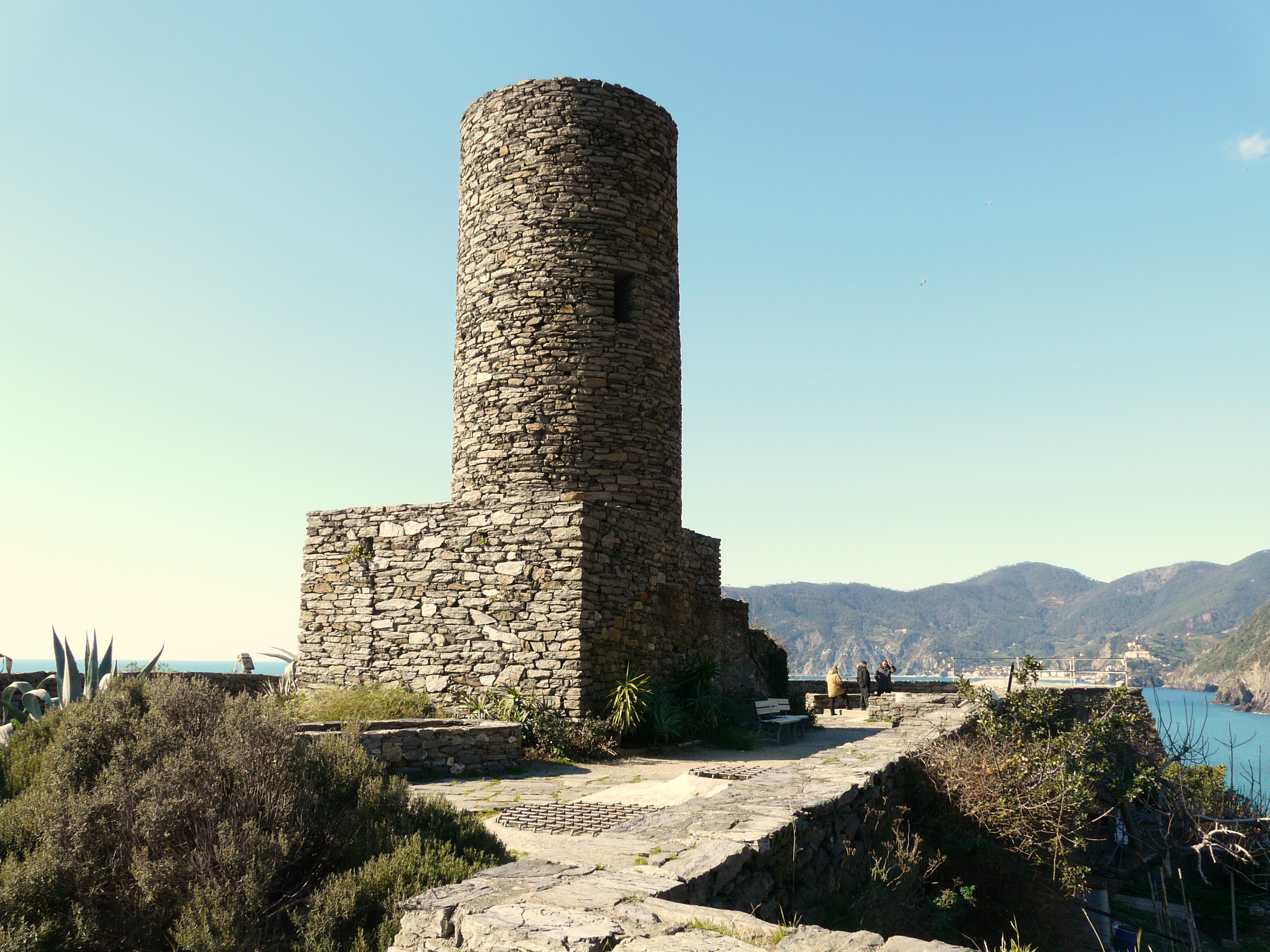
La torre del castello Doria

Grazie alla ridotta minaccia saracena dopo la battaglia dell'anno 1016, un primo insediamento presso lo scalo marino di Vernazza andò popolandosi, nel corso dell'XI secolo, per l'arrivo di abitanti degli insediamenti sulle alture intorno al santuario di Nostra Signora di Reggio.
Le prime notizie documentate di Vernazza, quale primo castrum delle Cinque Terre, risalgono ad un atto del 1080, nel quale viene citato il castrum Vernatio come base marittima degli Obertenghi. 

Potente dinastia di origine franca, gli Obertenghi furono signori di Vernazza nei secoli XI e XII e molto probabilmente si avvalsero del suo naturale approdo come base navale utile sia a protezione della costa di Levante dalle razzie dei saraceni sia come porto per gli scambi commerciali del territorio.

Furono gli stessi marchesi ad edificare nel 1056 una prima postazione d'avvistamento e di difesa.
Con l'incremento dei traffici commerciali e lo sviluppo della marina, Vernazza fu presto nell'ambito degli interessi espansivi della Repubblica di Genova, che intendeva farne una delle sue basi costiere per la conquista commerciale, politica e soprattutto territoriale del Levante ligure. Ne seguì il naturale atto di giuramento e fedeltà a Genova e alla sua Repubblica, accordo che fu stipulato nel 1209 tra gli ottantotto capifamiglia del territorio vernazzese. 
Il XIII secolo vede l'insediamento di nuovi feudatari del borgo: prima i Da Passano e poi, dal 1211, i Fieschi.

Nel 1254 Nicolò Fieschi tentò di crearsi una propria Signoria indipendente da Genova riunendo i suoi possedimenti nel golfo della Spezia, nella costa di Levante e in val di Vara, ma dopo un breve periodo di Signoria fu sconfitto da Oberto Doria nel 1273 e tre anni dopo fu costretto a vendere a Genova tutti i suoi diritti sulla zona.

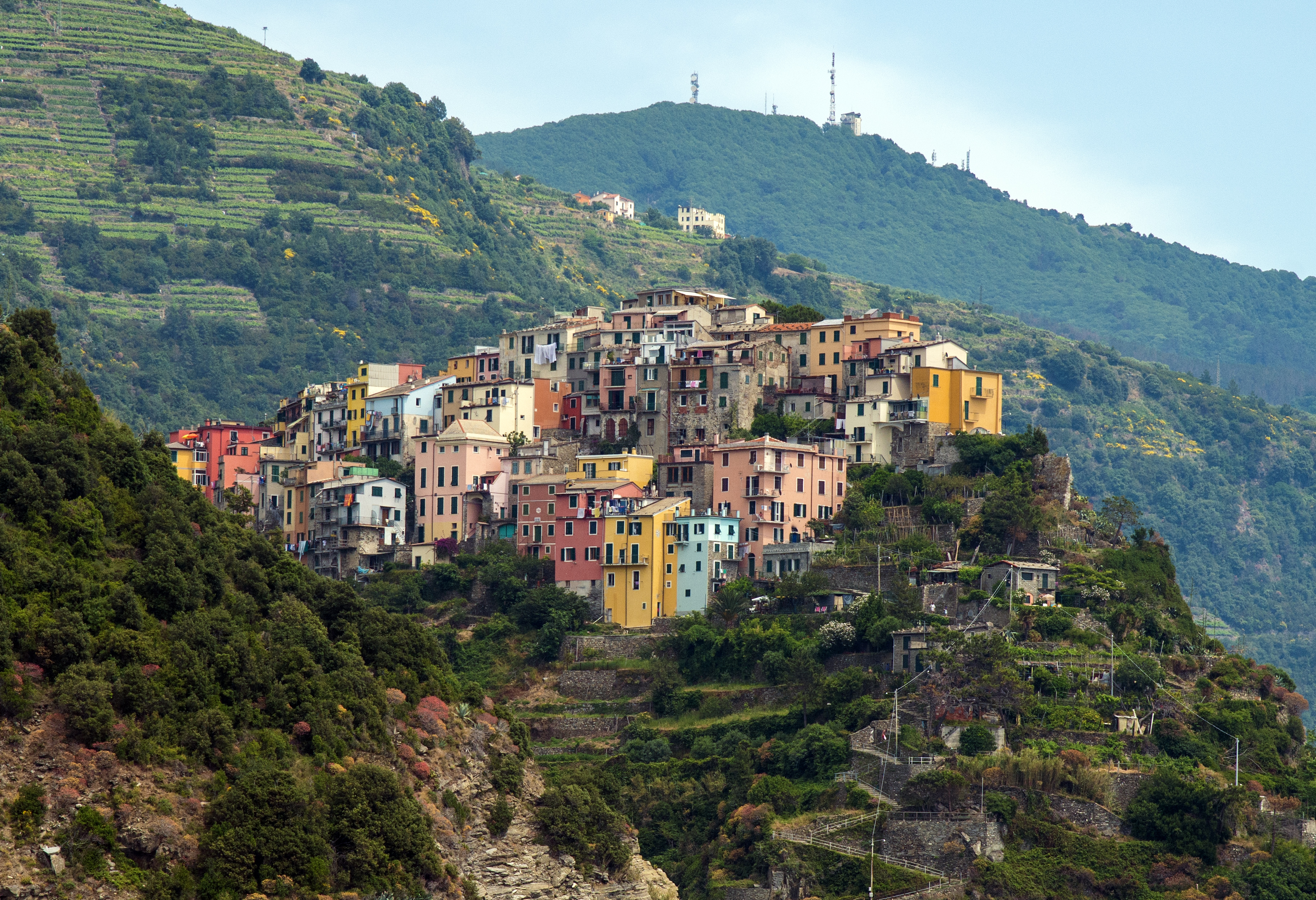
Veduta della frazione di Corniglia

Il governo genovese era consapevole delle favorevoli opportunità offerte dalla conformazione protetta dell'approdo di Vernazza e, a sostegno della sua lotta contro Pisa, vi dispose la costruzione di un porto fortificato per l'approdo delle galee ed un cantiere per la loro riparazione, unico caso nelle Cinque Terre.
Delle costruzioni militari di difesa realizzate dai Genovesi, oggi restano alcune porzioni della cinta muraria, un bastione e le torri di vedetta sul mare. L'accresciuta sicurezza favorì anche i traffici commerciali e lo sviluppo economico in generale del borgo. Alte case-torre, con portali scolpiti e porticati, testimoniano del prestigio e del benessere di cui Vernazza godeva.
Assieme al territorio di Riomaggiore, Vernazza faceva parte, fino alla caduta della Repubblica genovese, dell'omonima Podesteria, nell'ambito del Vicariato della Riviera orientale istituito alla Spezia nel XVI secolo.
Con la dominazione napoleonica, dal 2 dicembre 1797 Vernazza rientrò nel Dipartimento del Golfo di Venere, con capoluogo La Spezia, nell'ambito della Repubblica Ligure. Dal 28 aprile del 1798, secondo altri nuovi ordinamenti francesi, Vernazza rientrò nell'VIII cantone, come capoluogo, della Giurisdizione di Golfo di Venere. Dal 1803 fu centro principale del III cantone del Golfo di Venere nella Giurisdizione del Golfo di Venere. Infine, con l'annessione della Liguria all'Impero francese, dal 13 giugno 1805 al 1814, Vernazza venne inserito nel Dipartimento degli Appennini.
Caduto Napoleone, la Liguria nel 1815 entrò nel Regno di Sardegna, e quindi del Regno d'Italia dal 1861, e il borgo di Vernazza venne incluso nella provincia di Levante. Dal 1859 al 1927 il territorio viene compreso nel VI mandamento di Levanto del circondario di Levante come parte della provincia di Genova in un primo tempo e poi, nel 1923, della nuova provincia della Spezia. Al 1871 risalgono gli ultimi aggiustamenti al territorio comunale con l'aggregazione della frazione di Corniglia dopo il suo distacco dal territorio di Riomaggiore.
La costruzione della ferrovia Genova-La Spezia-Pisa, tra la seconda metà e il finire dell'Ottocento, liberò Vernazza e le Cinque Terre dal loro storico isolamento.
Il XIX secolo fu il periodo che segnò una nuova ripresa dell'attività economica legata alla produzione e all'esportazione del vino locale, commercio che era andato decadendo nel XVII secolo (evento che si registrò anche negli altri borghi levantini) e ristagnava ancora per tutto il XVIII secolo.
Nello stesso tempo si registrò un sostanziale incremento di popolazione che non poteva trovare sbocco di lavoro nel già sovraccarico settore agricolo nei terrazzamenti e nelle vigne, queste ultime per di più colpite da malattie.
Agli inizi del XX secolo si verificò quindi un fenomeno migratorio verso i centri vicini e soprattutto verso il capoluogo spezzino per l'offerta di lavoro che si era creata grazie alla costruzione dell'arsenale militare marittimo del capoluogo.
Dal 1973 al 31 dicembre 2008 Vernazza ha fatto parte della comunità montana della Riviera Spezzina.

Il 25 ottobre 2011 una violenta perturbazione ha colpito il levante ligure (bassa e media val di Vara, val di Magra e Cinque Terre) e la Lunigiana (provincia di Massa-Carrara) con esondazioni, danni, vittime e dispersi in diverse località del territorio ligure e toscano. Tra i comuni più colpiti vi fu anche Vernazza, dove le precipitazioni intense provocarono molteplici danni alle abitazioni e alle attività commerciali del centro storico e ai collegamenti ferroviari con le stazioni di Monterosso (nord) e Corniglia (sud); la stessa stazione ferroviaria fu invasa da fango e detriti.
Dal 5 dicembre 2014 al maggio 2019 ha fatto parte dell'Unione dei comuni Cinque Terre-Riviera.

### Simboli
Stemma
Gonfalone

## Monumenti e luoghi d'interesse

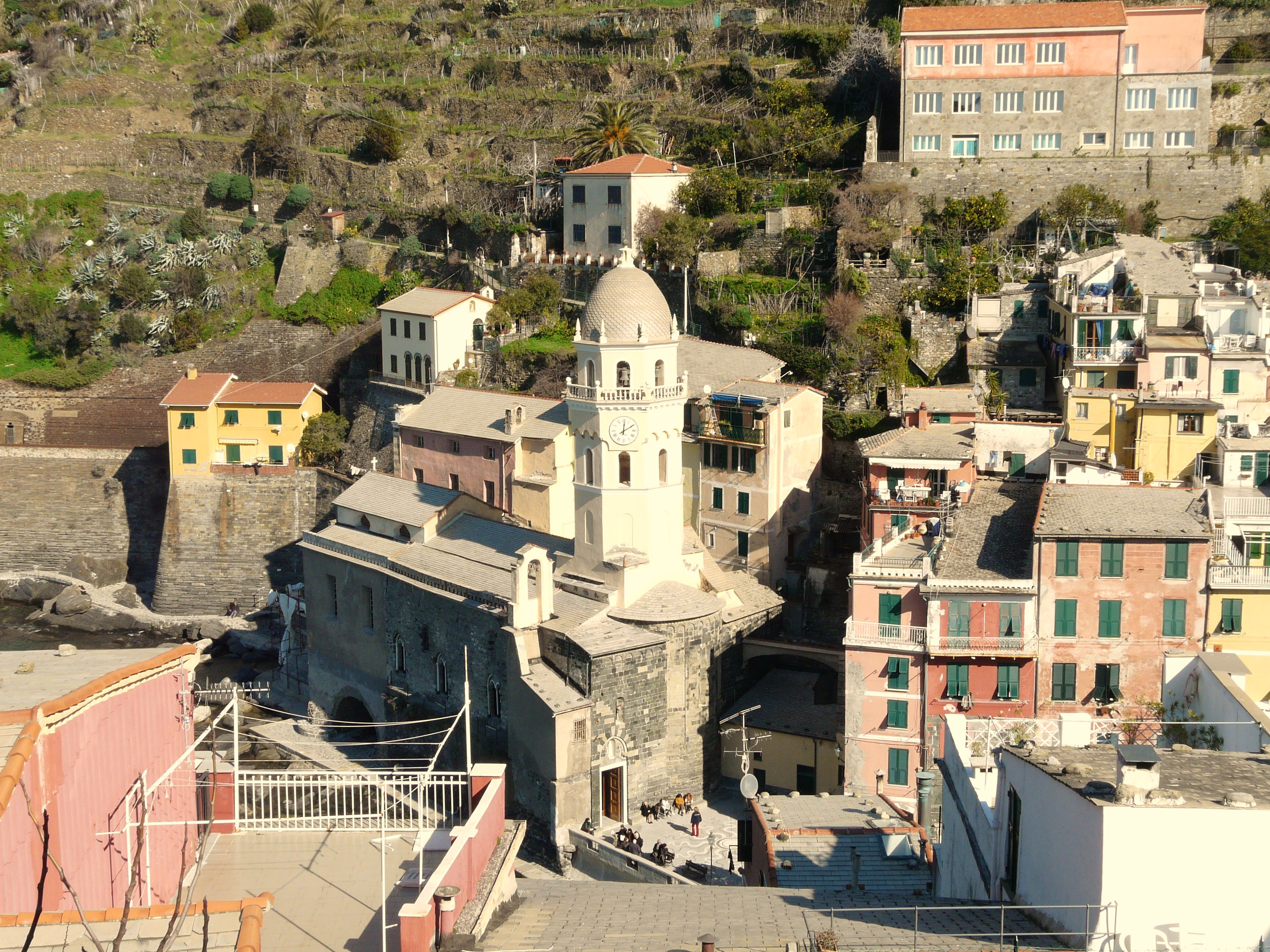
Vista complessiva della parrocchiale di Santa Margherita

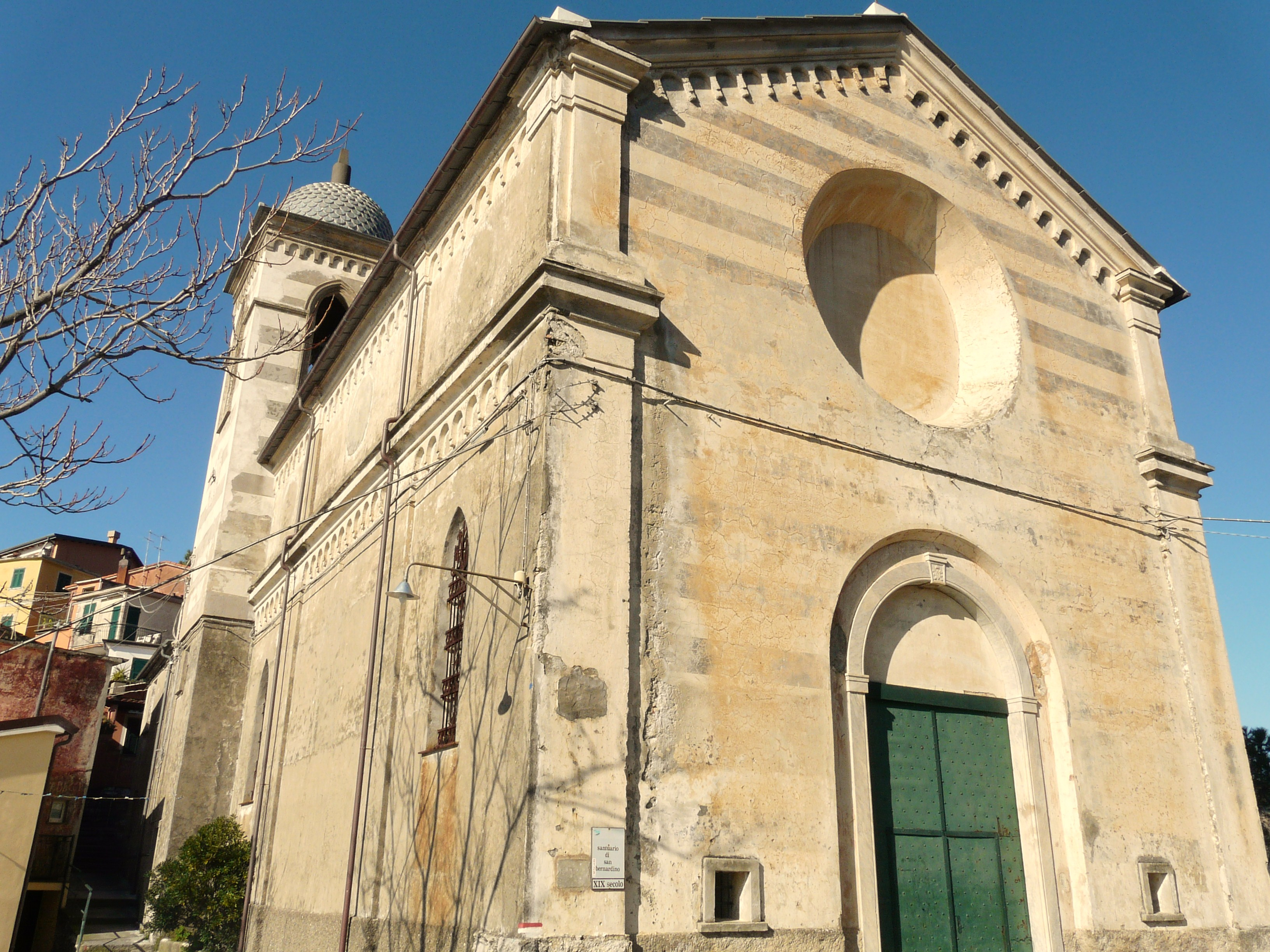
Il santuario di Nostra Signora delle Grazie nella frazione di San Bernardino

- Monumento ai Caduti. In via Roma. E' una semplice lapide di marmo bianco con il bassorilievo di un’elegante figura femminile, personificazione della Vittoria alata; opera dello scultore Angiolo Del Santo (1922), censita nel Catalogo dei Beni Culturali Italiani.

### Architetture religiose
- Chiesa parrocchiale di Santa Margherita d'Antiochia nel capoluogo. Dedicata alla patrona del comune è una testimonianza della scuola antelamica, iniziata nel 1318. Ha tre ampie navate perfettamente conservate nell'interno, ha un ingresso sul lato dell'abside e l'altare è orientato verso oriente. La torre è impostata sull'abside ed è di forma ottagonale, dopo un doppio coronamento di archetti presenta una particolare rastremazione e si conclude con una cupola ogivale.
- Chiesa di San Francesco nel capoluogo. Edificata nel XVII secolo per il convento dei frati Minori Osservanti, la chiesa, sconsacrata, è oggi sede di spettacoli musicali e teatrali, e spazio per esposizioni. L'annesso complesso conventuale è invece sede del Municipio. Sulla destra del complesso sono ancora visibili parti delle mura di cinta del convento.
- Cappella di Santa Marta nel capoluogo.
- Chiesa parrocchiale di San Pietro apostolo nella frazione di Corniglia, edificata nel 1354 in stile gotico genovese, con più tardi interventi barocchi.
- Oratorio dei Disciplinanti di Santa Caterina, nella frazione di Corniglia, edificato nel XVIII secolo.
- Santuario di Nostra Signora di Reggio nell'omonima località. Il santuario si raggiunge attraverso un sentiero lastricato, lungo circa 2 km, che parte dalla stazione ferroviaria e giunge fino al piazzale della chiesa circondato da alberi secolari. Il santuario fa parte, insieme al santuario di Nostra Signora di Montenero a Riomaggiore, al santuario di Nostra Signora della Salute a Manarola, al santuario di Nostra Signora delle Grazie a Corniglia e al santuario di Nostra Signora di Soviore a Monterosso al Mare dei "Santuari delle Cinque Terre".
- Santuario di Nostra Signora delle Grazie, nella frazione di San Bernardino, riadattamento ottocentesco da una cappella di origine tardo medievale. Nel santuario si venera una Madonna col Bambino.

### Architetture militari
- Castello Doria. Le sue prime notizie risalgono al XIII secolo, ma si ritiene che il primo nucleo risalga all'XI secolo; la torre cilindrica, restaurata nel Novecento, costituisce la parte più antica della fortificazione.
- Bastione Belforte. Il bastione medievale, di forma quadrangolare, è situato poco sotto il castello dei Doria, presso l'imboccatura del porticciolo; la sua costruzione risale alla dominazione genovese e faceva parte del sistema difensivo del borgo.
- Torre di guardia e d'avvistamento, forse coeva del locale castello, nei pressi del sentiero iniziale per Corniglia.
- Mura difensive genovesi. Racchiudevano a cuneo il borgo; la parte tuttora residua delle fortificazioni, costituita da tratti della cinta muraria e da due torri di difesa è rimasta nella parte più elevata del paese[14].

### Aree naturali
- Scoglio del Frate.

## Società

### Evoluzione demografica
Abitanti censiti

### Etnie e minoranze straniere
Secondo i dati Istat al 31 dicembre 2019, i cittadini stranieri residenti a Vernazza sono 47.

## Cultura

### Media
Vernazza è stata presa a modello per l'ambientazione del film Pixar Luca, diretto da Enrico Casarosa. Essa è stata anche uno dei prosceni di Come una mamma, miniserie televisiva del 1990 diretta da Vittorio Sindoni e con protagonista Stefania Sandrelli, il cui personaggio è nativo del borgo.
Il borgo di Sapienza in Hitman è ispirato a Vernazza e alle città della costiera amalfitana.

## Geografia antropica
Vernazza confina a nord con i comuni di Pignone, Beverino e Riccò del Golfo di Spezia, a sud è bagnato dal mar Ligure, ad ovest con Pignone e Monterosso al Mare e ad est con Riccò del Golfo di Spezia e Riomaggiore.
L'ente comunale è costituito dalle cinque frazioni di Corniglia, Drignana, Muro, Prevo e San Bernardino per un totale di 12,3 km².
La Piazza di Portrosso, paese immaginario dove è ambientato il film Luca della Pixar, è ispirata alla piazza di Vernazza.

## Economia
(Salimbene de Adam, in Cronica)

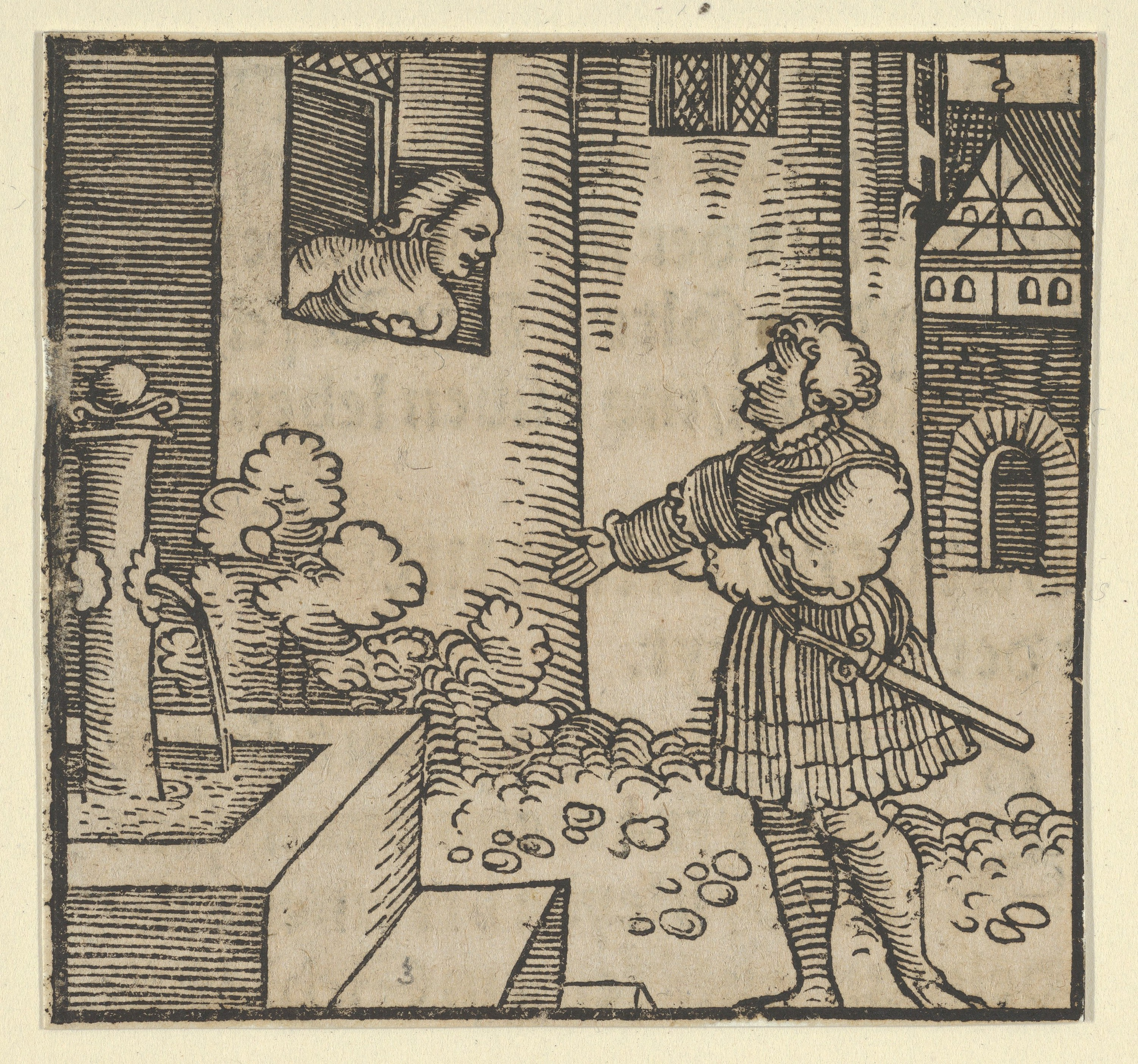
Ghita, Tofano e la vernaccia, in Decameron, VII, 4, Metropolitan Museum

Le principali risorse economiche del territorio vernazzese sono rivolte alle attività agricole e del turismo. In ambito agricolo pregiata è la coltivazione dell'ulivo, degli alberi da frutto (in particolare limoni) e soprattutto della vite con una discreta produzione di vini locali e del territorio delle Cinque Terre.
È accertato il legame che unisce il borgo di Vernazza al vino vernaccia. Questo vino infatti era ben apprezzato già in età medievale ed è più volte citato dal Boccaccio anche in relazione al borgo di Corniglia. La produzione del vino era solamente o specificamente ligure pertanto l'etimologia stessa della parola è da Vernaccia, oggi Vernazza. Peraltro, poiché il borgo è menzionato nei documenti storici secoli prima del vino stesso, risulta meno credibile invece la contraria ipotesi che il borgo abbia preso il nome dal vino che esportava. Il comune fa parte dell'associazione I borghi più belli d'Italia.

## Infrastrutture e trasporti

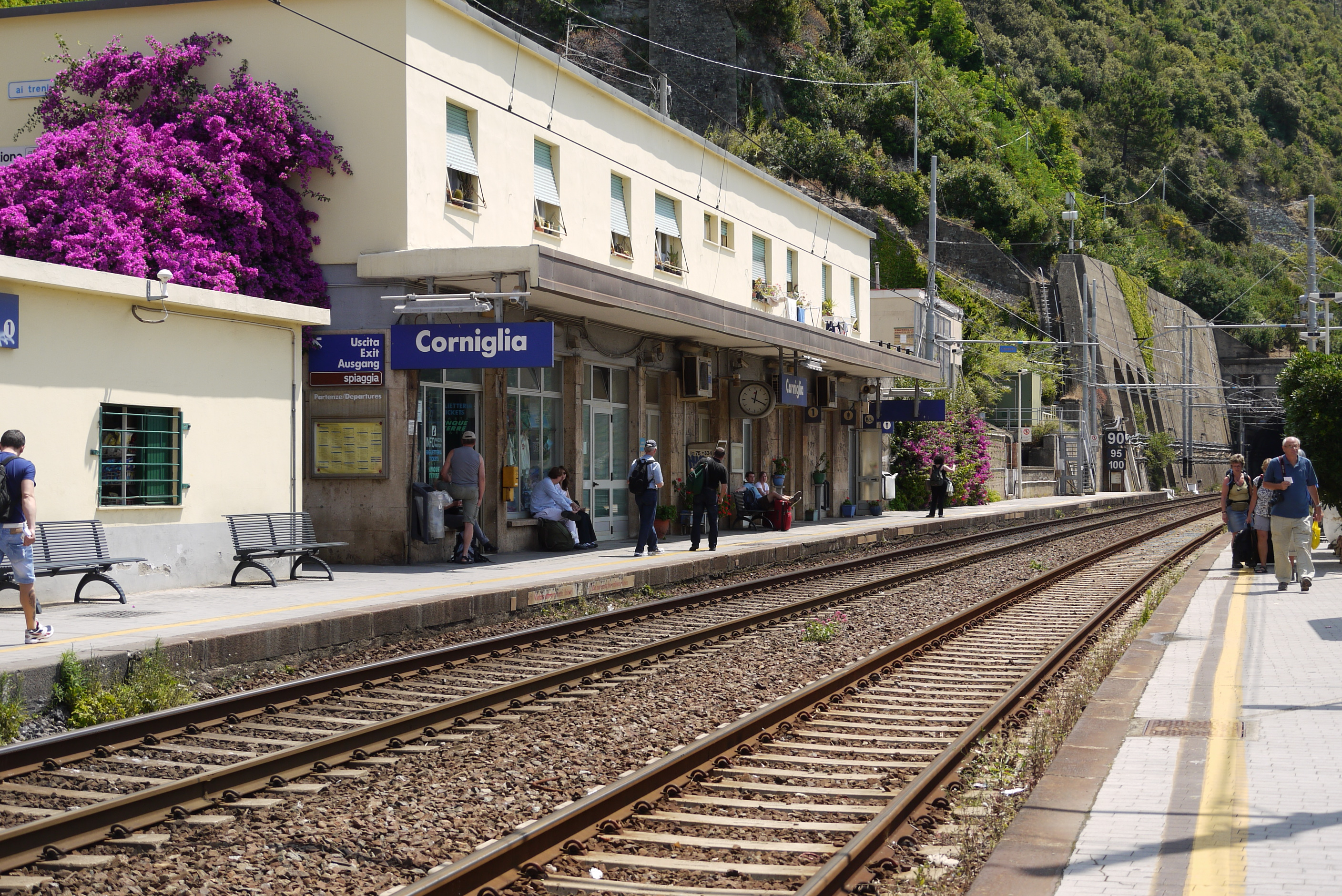
La stazione di Corniglia

### Strade
Il territorio di Vernazza è attraversato dalla strada provinciale 61, che a nord s'innesta con la provinciale 51; quest'ultima mette in collegamento stradale il borgo vernazzese con i comuni di Monterosso al Mare, ad ovest, e Riomaggiore ad est.

### Ferrovie
Il comune di Vernazza è dotata di due stazioni ferroviarie: quella di Vernazza e quella di Corniglia (servente l'omonima frazione), entrambe sulla linea ferroviaria Genova-Pisa.

### Mobilità urbana
All'interno del territorio comunale è attivo un servizio di trasporto pubblico locale gestito dall'ATC che garantisce quotidiani collegamenti bus.

## Amministrazione
| Periodo        | Periodo        | Primo cittadino     | Partito                                                 | Carica  | Note   |
| -------------- | -------------- | ------------------- | ------------------------------------------------------- | ------- | ------ |
| 26 maggio 1985 | 18 maggio 1990 | Gerolamo Leonardini | Democrazia Cristiana                                    | Sindaco |        |
| 18 maggio 1990 | 24 aprile 1995 | Marco Fenelli       | Partito Comunista Italiano                              | Sindaco |        |
| 24 aprile 1995 | 14 giugno 1999 | Marco Fenelli       | lista civica di centro-sinistra                         | Sindaco |        |
| 14 giugno 1999 | 14 giugno 2004 | Gerolamo Leonardini | lista civica di centro-sinistra                         | Sindaco |        |
| 14 giugno 2004 | 8 giugno 2009  | Gerolamo Leonardini | lista civica di centro-sinistra                         | Sindaco |        |
| 8 giugno 2009  | 26 maggio 2014 | Vincenzo Resasco    | Partito Democratico                                     | Sindaco | [ 22 ] |
| 12 giugno 2014 | 27 maggio 2019 | Vincenzo Resasco    | Insieme per noi tutti (lista civica di centro-sinistra) | Sindaco | [ 23 ] |
| 27 maggio 2019 | 10 giugno 2024 | Francesco Villa     | Insieme (lista civica di centro-destra)                 | Sindaco |        |
| 10 giugno 2024 | in carica      | Marco Fenelli       | Vernazza-Corniglia (lista civica centro-sinistra)       | Sindaco |        |